# Soconzel
Soconzel – wieś w Rumunii, w okręgu Satu Mare, w gminie Socond. W 2011 roku liczyła 320 mieszkańców.